# Дуриан цейлонский
Дуриан цейлонский (лат. Durio ceylanicus) — вид тропических деревьев рода Дуриан семейства Мальвовые. В отличие от многих других видов, плоды цейлонского дуриана несъедобны.
Эндемик острова Шри-Ланка. Произрастает в лесах на высоте от 800 до 1400 метров над уровнем моря. Цейлонский дуриан — высокое вечнозелёное дерево; длина ствола достигает 40 м. Человек активно использует древесину данного вида, поэтому дерево относится к уязвимым видам (охранный статус МСОП — VU).